# Kassai III. járás

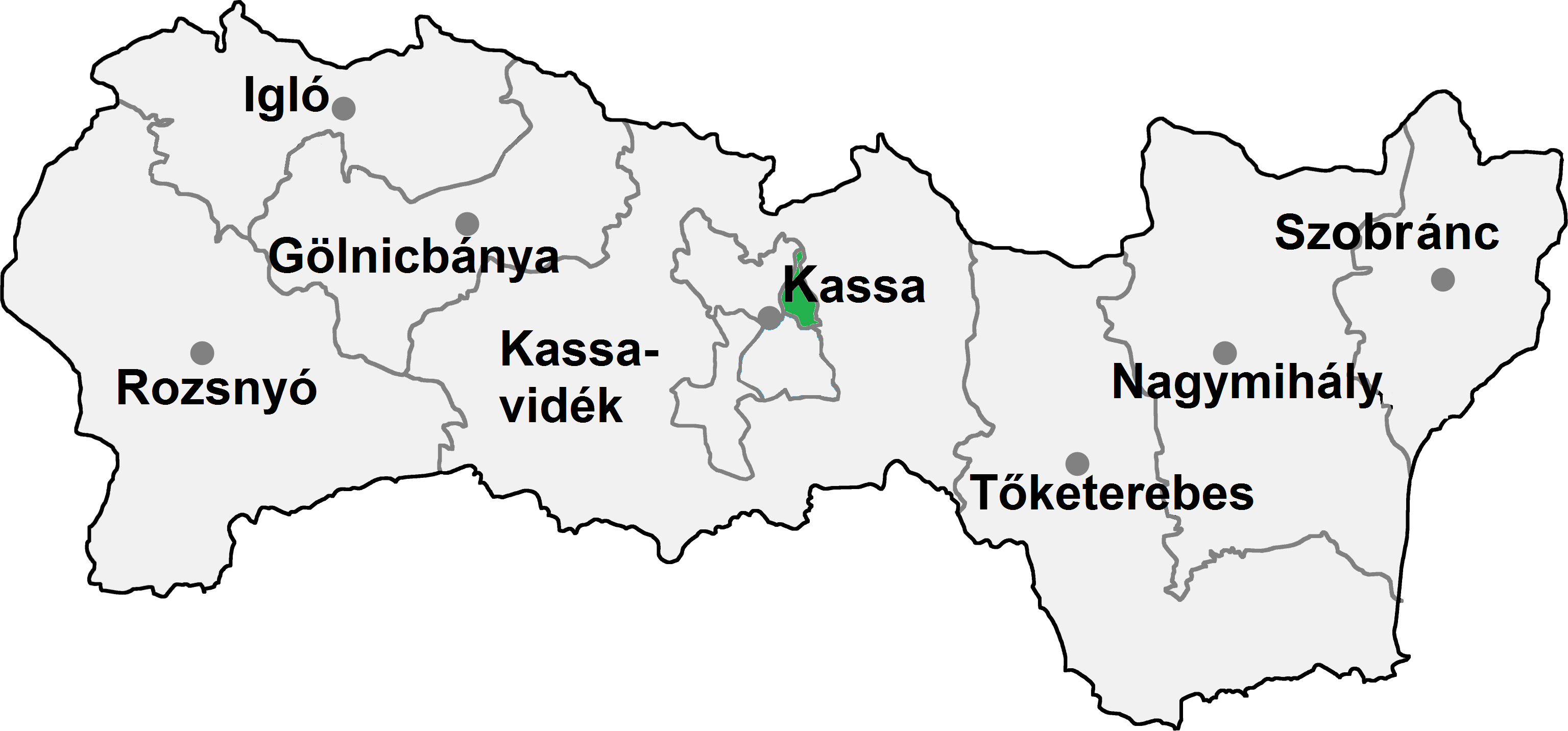
A Kassai III. járás

A Kassai III. járás (Okres Košice III.) Szlovákia Kassai kerületének közigazgatási egysége. Területe 18 km², lakosainak száma 30 745 (2001), székhelye Kassa (Košice).

## Népessége
| Év:            | 1994.  | 2004.   | 2014.   | 2024.   |
| -------------- | ------ | ------- | ------- | ------- |
| Emberek száma: | 31 979 | 30 349  | 29 414  | 27 336  |
| Eltérés:       |        | -5,09 % | -3,08 % | -7,06 % |

| Év:            | 2023.  | 2024.   |
| -------------- | ------ | ------- |
| Emberek száma: | 27 551 | 27 336  |
| Eltérés:       |        | -0,78 % |

## A Kassai III. járás települései
- Dargói Hősök lakótelep (Dargovských Hrdinov)
- Kassaújfalu (Košická Nová Ves)